# Zhili (provincia)
Zhili (in cinese: 直隸T, 直隶S; romanizzato anche in Chihli) fu una provincia del nord della Cina dal XIV secolo fino a quando la repubblica di Cina non la convertì in provincia nel 1911 per poi ribatezzarla Hebei, con alcune modifiche territoriali, nel 1928.

## Storia
Il nome "Zhili" significa "direttamente governato" e indicava le regioni direttamente governate dal governo imperiale della Cina. La provincia di Zhili è stata costituita per la prima volta durante la dinastia Ming quando la capitale della Cina si trovava a Nanchino lungo il fiume Yangtze. Nel 1403, l'imperatore Ming Yongle trasferì la capitale a Beiping che fu successivamente ribattezzata Pechino. La regione nota come Zhili del Nord era composta da parti delle moderne province di Hebei, Henan, Shandong, compresi i comuni a livello provinciale di Pechino e Tianjin. C'era un'altra regione situata intorno alla "capitale di riserva" Nanchino, conosciuta come Zhili del Sud che comprendeva parti di quelle che oggi sono le province di Jiangsu e Anhui, compreso il comune a livello provinciale di Shanghai.
Durante la dinastia Qing, Nanchino perse il suo status di "seconda capitale" e il sud Zhili fu ricostituito come provincia normale, Jiangnan, mentre il nord Zhili fu ribattezzato provincia di Zhili. Nel XVIII secolo i confini della provincia di Zhili furono ridisegnati e si diffusero su ciò che è oggi Pechino, Tianjin e le province di Hebei, Liaoning occidentale, nord Henan, e la regione autonoma della Mongolia Interna.
Dopo il crollo della dinastia Qing, nel 1911, il Governo nazionale della Repubblica di Cina convertì Zhili in una provincia col nome di provincia di Zhili. Nel 1928 il governo nazionale assegnò parti della provincia settentrionale di Zhili ai suoi vicini nel nord e ribattezzò la restante provincia Hebei.

## Galleria d'immagini

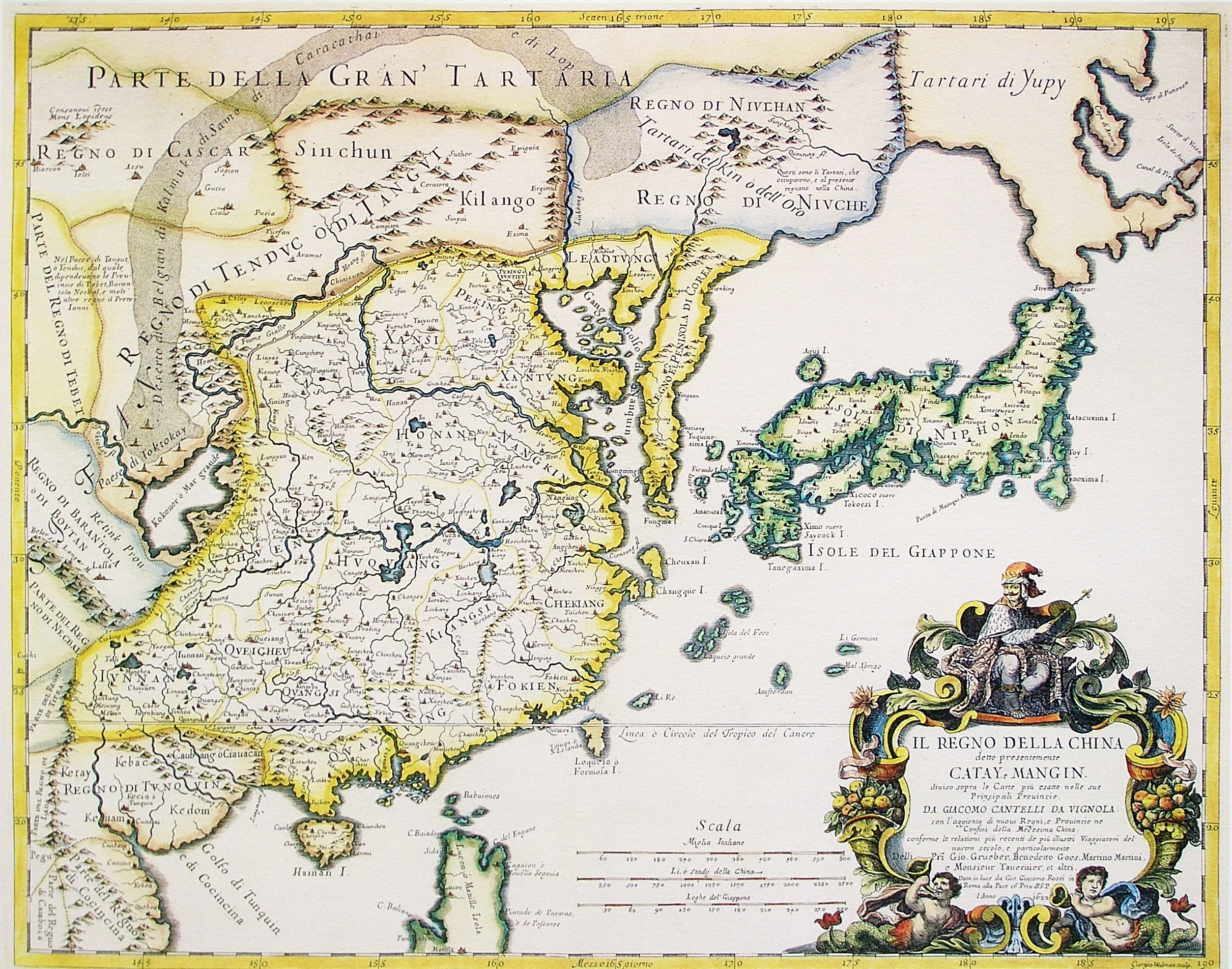
Mappa del 1682 del "Regno di Cina, allora chiamata Catai e Manzi", usò i nomi "Peking" (Pechino) e "Nangking" (Nanchino) per riferirsi al nord e al sud di Zhili
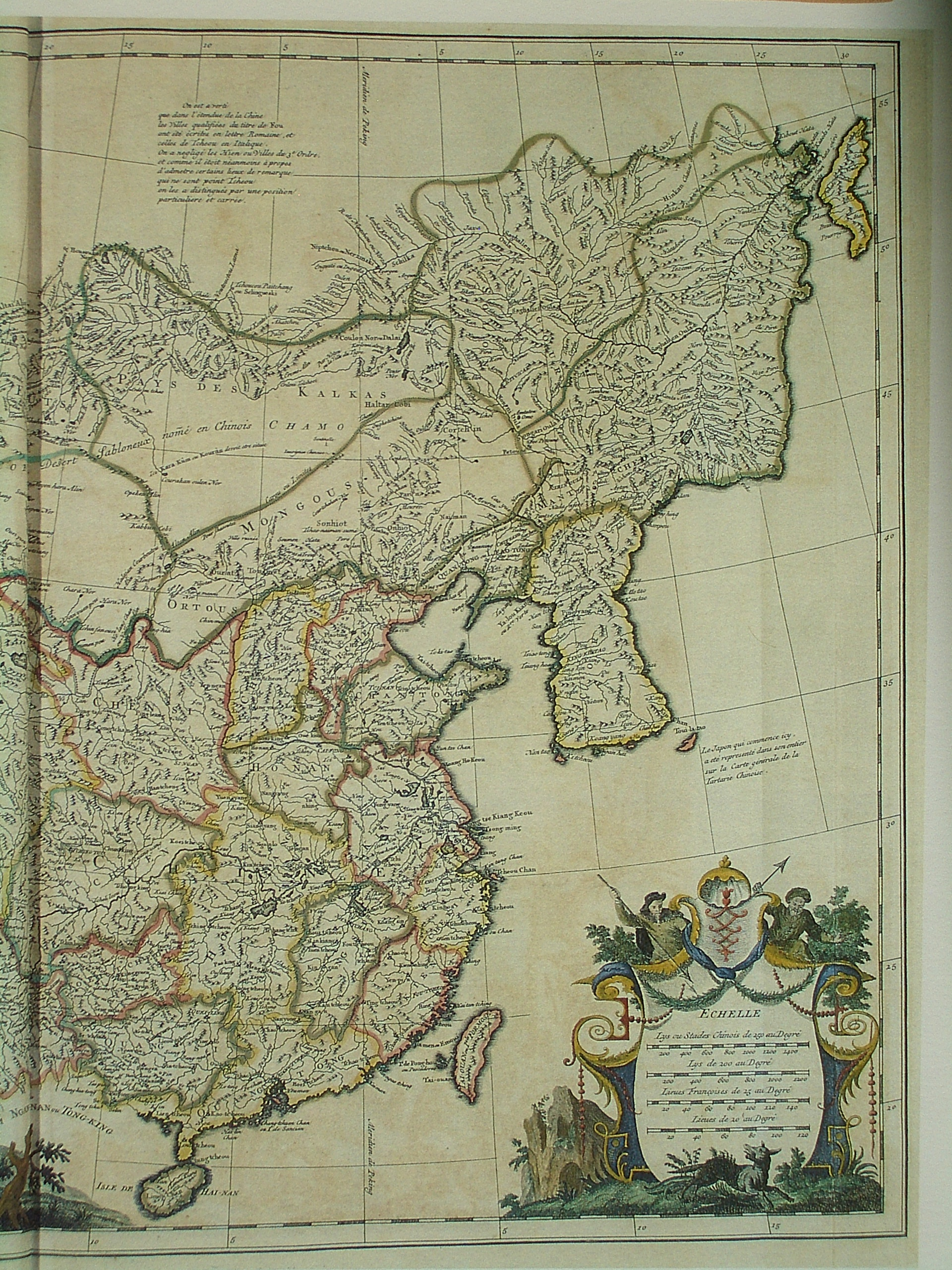
La metà orientale della mappa della Cina di D'Anville nel 1734, con Cina, Tartaria cinese e Tibet, mostrante "Pe-tche-li" (nord Zhili) dopo che la controparte sud divenne "Kiang-nan" (Jiangnan)
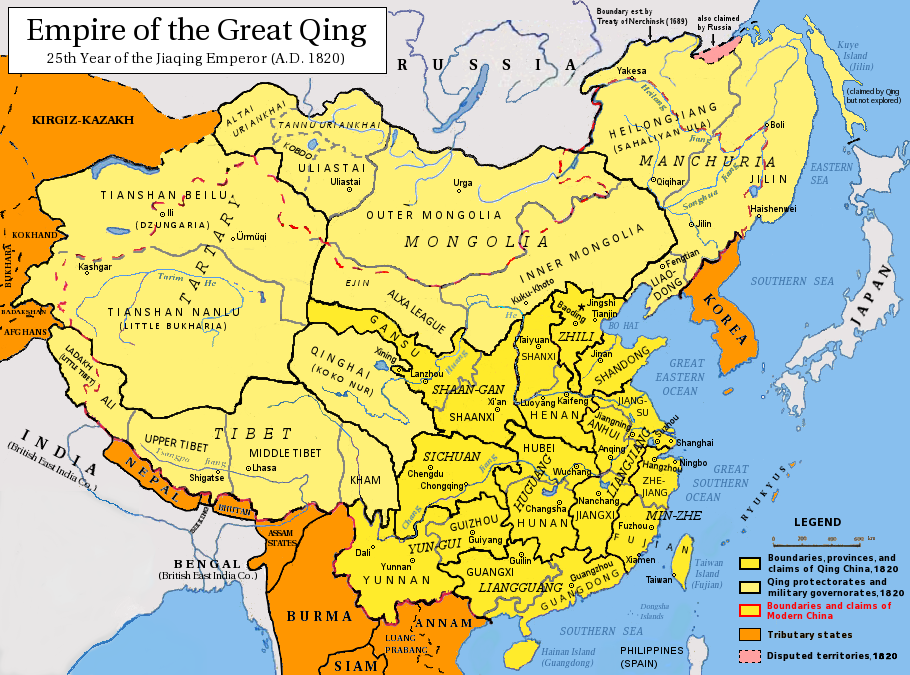
L'Impero Qing nel 1820, romanizzazione in pinyin
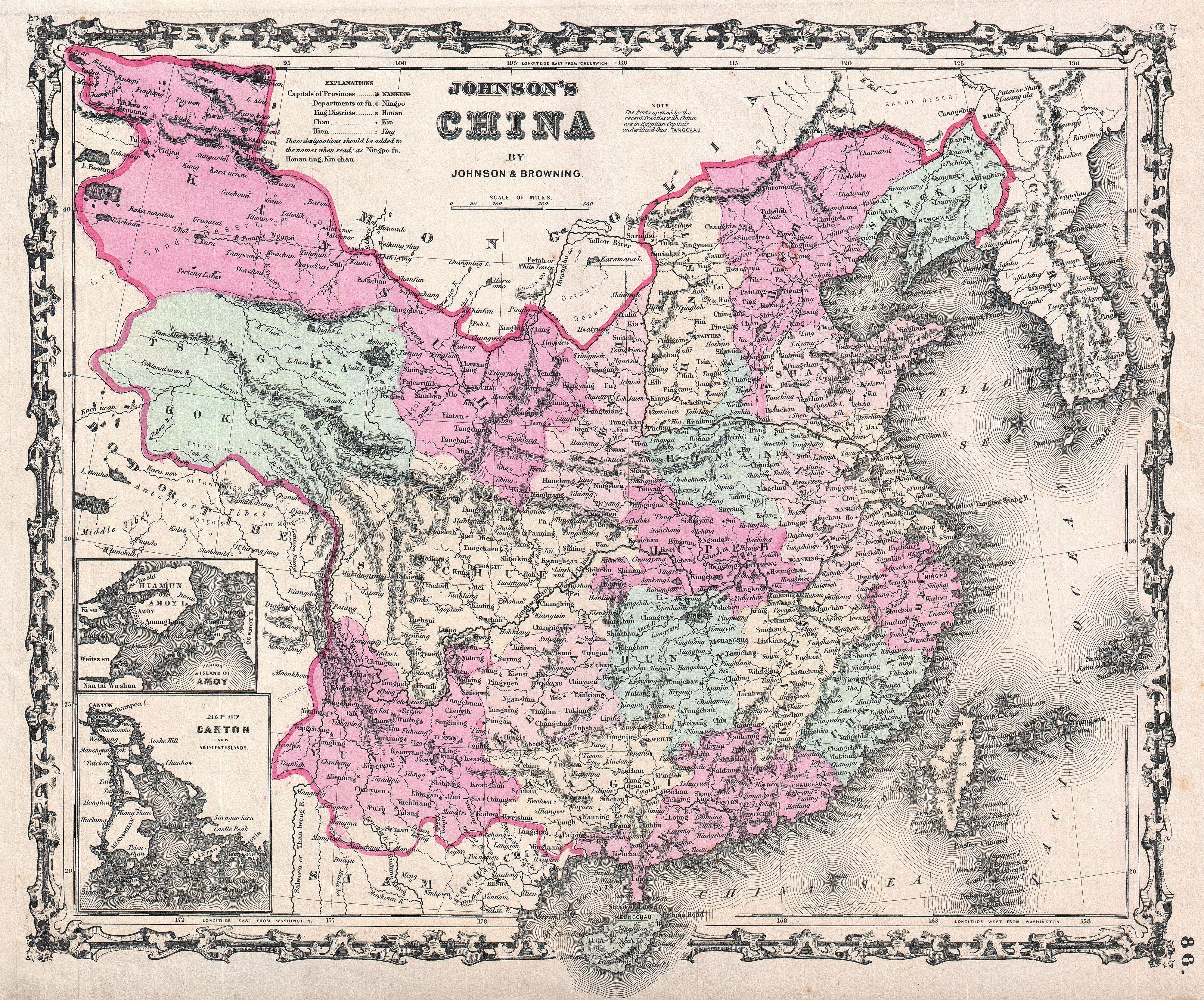
Mappa del 1861, mostrante "Chihli" (Zhili). L'ex Jiangnan era già stato diviso tra "Kiangsu" (Jiangsu) e "Nganhwui" (Anhui)